# Édification de la nation
L’édification de la nation ou la construction de la nation (en anglais nation-building) est un processus par lequel un État utilise ses pouvoirs pour développer, de la part d'un groupe de personnes, une identité nationale et une appartenance à l'État.

## Rôle de la littérature
En créant des fictions qui articulent des valeurs collectives et en popularisant des personnages, la littérature a joué un rôle clé dans la construction des identités nationales,. Benedict Anderson souligne le rôle de l’imprimerie dans la configuration des « communautés imaginées », générant une identité nationale fondée sur un imaginaire collectif et certains aspects communs, comme la langue,.
Dans le champ littéraire, la littérature fut d’abord une question nationale, avant de s'étendre progressivement à l'échelle internationale, jusqu’à devenir un phénomène global, lié au jeu d'influences entre littératures (au pluriel) et ouvrant de nouvelles possibilités de création.
Anne-Marie Thiesse, en étudiant la construction de l'identité à travers la littérature, notamment celle de l'État-nation à travers le roman (le « roman national »), en particulier la construction des identités européennes depuis le XVIIIe siècle et les relations entre centre et périphérie dans la formation de l'identité française, souligne qu'il existe une série d'éléments nécessaires à l'élaboration de la nation : une histoire liée à des ancêtres glorieux, des héros paradigmatiques des vertus nationales, une langue, des monuments, un folklore, un paysage typique, une mentalité particulière, des représentations officielles (hymne et drapeau) et des identifications particulières (vêtement typique, spécialités culinaires, animaux emblématiques),.